# Liste der Wappen in Ansbach
Die Liste der Wappen in Ansbach zeigt die Wappen in der bayerischen Stadt Ansbach.

## Ansbach

Stadt Ansbach In Grün ein silberner Schrägwellenbalken, belegt mit drei hintereinander schwimmenden blauen Fischen.

- Stadt
Ansbach
In Grün ein silberner Schrägwellenbalken, belegt mit drei hintereinander schwimmenden blauen Fischen.

## Ehemalige Gemeinden mit eigenem Wappen

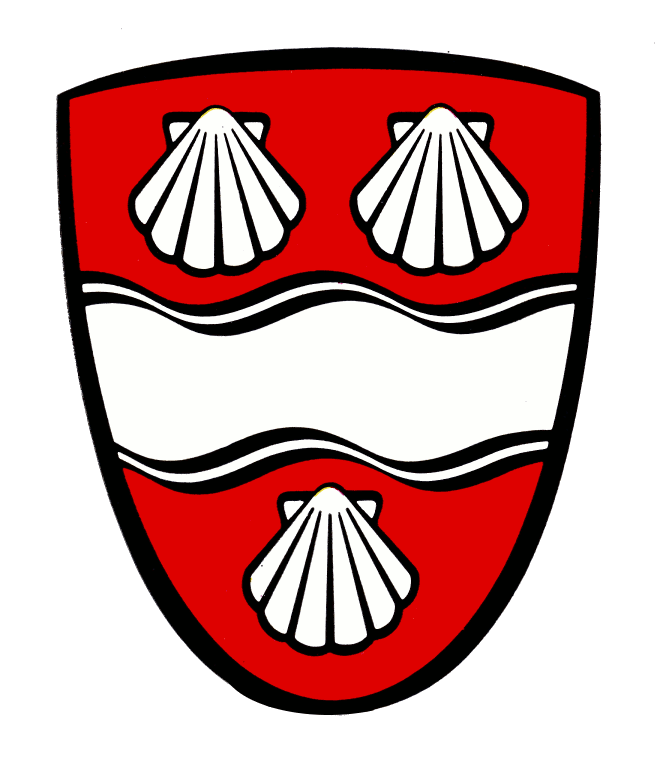
Gemeinde Eyb
Gemeinde Hennenbach Oberer Teil mit weißem Hirschgeweih, unterer Teil zwei gekreuzte Pfeile.
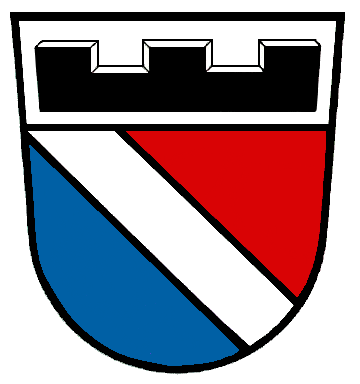
Gemeinde Schalkhausen